# Pampliega
Pampliega ist eine Gemeinde (municipio) mit 291 Einwohnern (Stand: 2024) in der nordspanischen Provinz Burgos in der Autonomen Gemeinschaft Kastilien-León.

## Lage
Pampliega liegt am Unterlauf des Río Arlanzón im Westen der Provinz Burgos in einer Höhe von etwa 800 Metern ü. d. M. Die nächstgelegene Stadt ist die etwa 34 Kilometer (Fahrtstrecke) nordöstlich gelegene Provinzhauptstadt Burgos; sehenswert ist auch die etwa 32 Kilometer südöstlich gelegene Kleinstadt Lerma.

## Bevölkerungsentwicklung
Hatte der Ort im 19. Jahrhundert zeitweise noch über 1.000 Einwohner, so sind es derzeit nur noch etwa 350.

## Wirtschaft
In früheren Jahrhunderten lebte die Kleinstadt von der Landwirtschaft in ihrer Umgebung; gleichzeitig fungierte sie als merkantiles und handwerkliches Zentrum für die umliegenden Gemeinden und Weiler.

## Geschichte
Möglicherweise ist Pampliega identisch mit dem von Claudius Ptolemäus im 2. Jahrhundert n. Chr. genannten Ort Ambisma, der ein wichtiger Kreuzungspunkt mehrerer römischer Straßen war. Ebenfalls nicht völlig gesichert ist die hiesige Ausrufung des westgotischen Adligen Chindaswinth zum König im Jahre 642; urkundlich lautet der Name des Krönungsorts Pamplica. In einem Jahrhunderte später verfassten Dokument wird dieser Ort auch als Rückzugs- und Sterbeort Wambas (reg. 672–680) genannt, dessen Gebeine Alfons X. im 13. Jahrhundert nach Toledo bringen und in der dortigen Kirche Santa Leocadia beisetzen ließ.

## Sehenswürdigkeiten

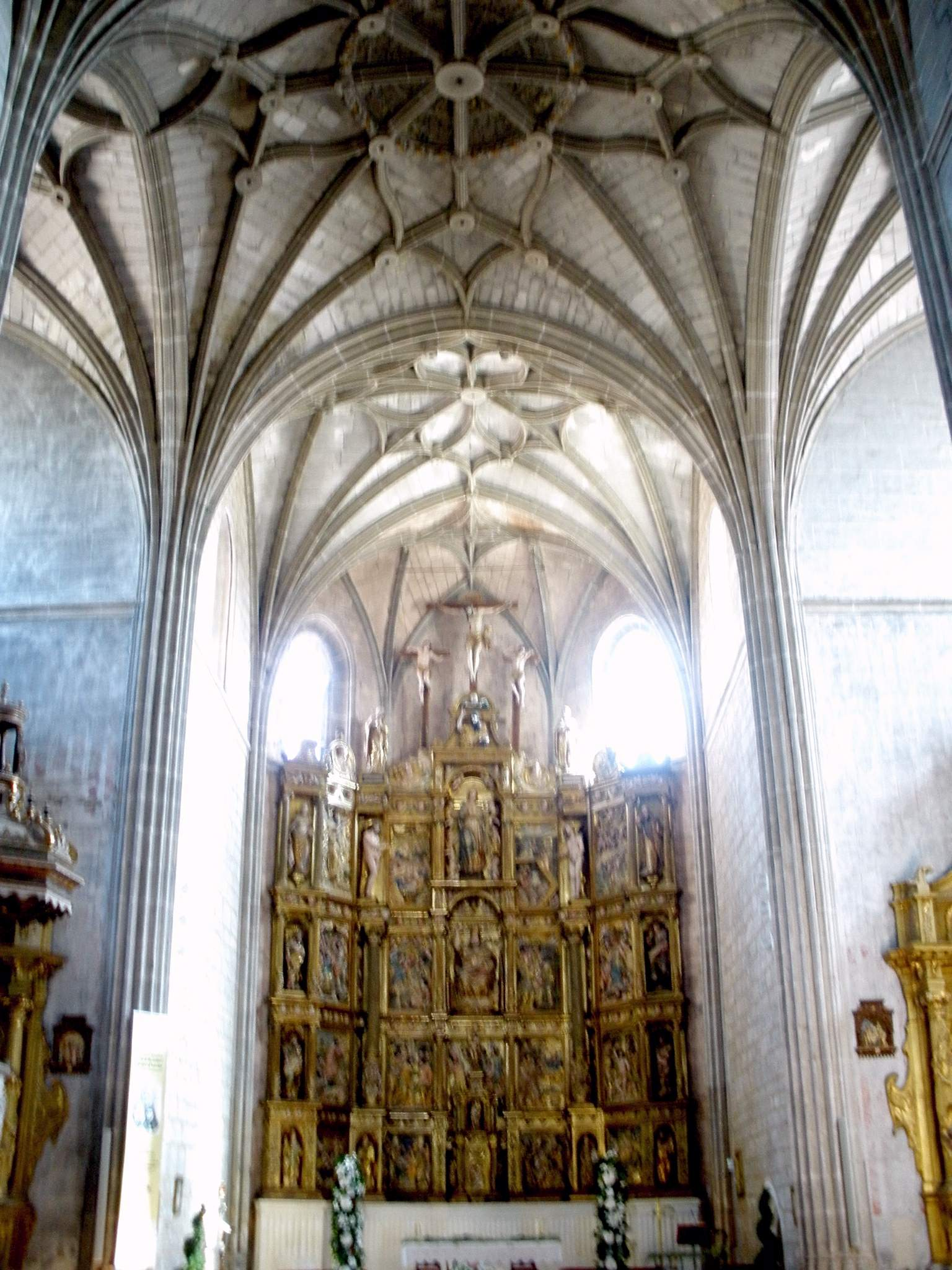
Kirche San Pedro

- Während die mittelalterliche Burg (castillo) verschwunden ist, sind von der Stadtbefestigung (murallas) noch einige Mauerreste sowie drei schmucklose Stadttore erhalten.
- Die ursprünglich aus dem 13. Jahrhundert stammende Pfarrkirche (Iglesia San Pedro) wurde im 16./17. Jahrhundert nahezu komplett erneuert und dominiert mit ihrem hochaufragenden Westturm das Ortsbild. Das in die südliche Querhausfassade integrierte Portal zeigt noch deutliche spätgotische Formen; dagegen ist das in der offenen Turmvorhalle befindliche Westportal ganz dem Stil der Renaissance verpflichtet. Das einschiffige Langhaus sowie die beiden Querhausarme sind einheitlich von Sterngewölben bedeckt; die sich aus den sich fächerförmig ausbreitenden Rippen der der Wand vorgelegten kapitelllosen Bündelpfeiler entwickeln. Blickfang ist jedoch das imposante vielteilige und vielfigurige Altarretabel von Domingo de Amberes aus der Mitte des 16. Jahrhunderts in der polygonal gebrochenen Apsis, das zur Gänze aus Nussbaum-, Eichen- und Kiefernhölzern geschnitzt ist und anschließend farbig gefasst bzw. vergoldet wurde. Eine weitere Sehenswürdigkeit ist die steinerne Kanzel mit den Reliefbüsten der Apostel Paulus, Petrus und Andreas. Weitere Barockaltäre vervollständigen die Innenausstattung der Kirche.